# Codex Borbonicus

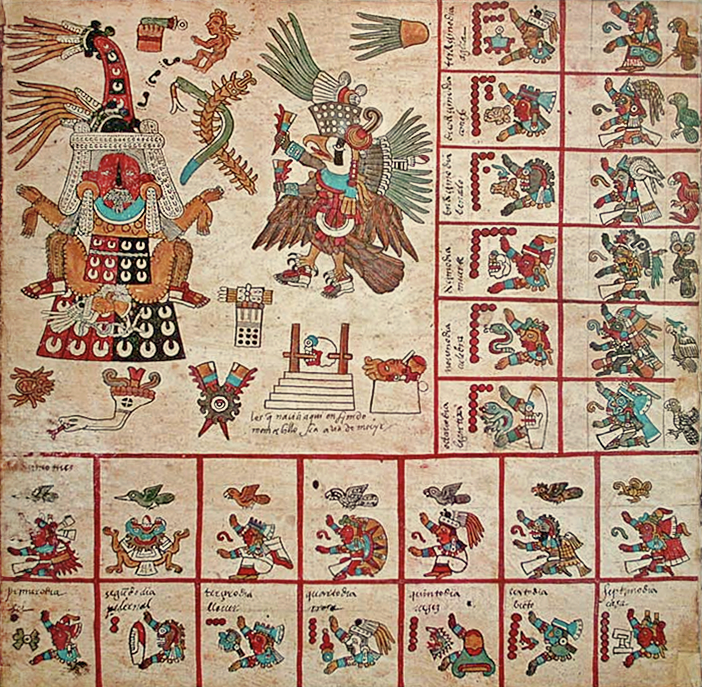
Página 11 do Códice Bourbônico. Autor anônimo, data 1562 ou 1563, México

O Codex Borbonicus é um códice mexicano pré-colombiano ou de começos da época colonial espanhola. Está realizado em papel amate e dobrado em forma de acordeão. As suas folha medem aproximadamente 39 x 39,5 cm.
Esteve guardado em El Escorial, Espanha até a guerra da Independência espanhola. Depois chegou a França em circunstâncias desconhecidas e com as primeiras e últimas folhas arrancadas. Em 1826 foi comprado pela biblioteca da Câmara dos Deputados de Paris.
O manuscrito é composto por quatro partes:
- A primeira é um tōnalpōhualli, calendário adivinhatório de 260 dias.
- A segunda parte amostra a associação dos 9 Senhores da Noite com os dias portadores dos anos durante um período de 52 anos.
- A terceira é uma relação das festas do calendário dos 18 meses de vinte dias que compunham o ano asteca (com 5 dias finais considerados de má sorte).
- a quarta estabelece as datas durante um período de 52 anos.